# Lego Супергерои DC: Лига Справедливости — Прорыв Готэм-Сити
«Lego Супергерои DC: Лига Справедливости — Прорыв Готэм-Сити» (англ. Lego DC Comics Super Heroes: Justice League – Gotham City Breakout) — мультипликационный фильм, предназначенный для домашнего просмотра и основанный на персонажах «DC Comics». Фильм является шестым в линейке «Lego DC Comics» и вышел 21 июня 2016 года.

## Сюжет
Бэтмен и Робин мешают Пингвину и Харли Квинн ограбить ювелирный магазин. Заключив Освальда Кобблпота в клетку, и оставив Дэмиена с побеждёнными Харлин Квинзел и Памелой Айсли, Бэтмен гонится за ниндзя. Методом дедукции Брюс Уэйн определяет, что ниндзя — это переодетый Найтвинг, который заманил его на тайную вечеринку в честь юбилея деятельности Бэтмена в составе: Робин, Бэтгёрл, Супермен, Чудо-женщина, Киборг, Бистбой и Старфаер. В качестве подарка Бэтмену предлагают взять отпуск, оставив пост защитника Готэм-Сити Супермену. Брюс Уэйн, нехотя, соглашается и вместе с Барбарой Гордон и Диком Грейсоном они улетают.
В Аркхеме Джокер видит, как улетает Бэтмен, и с помощью ложки сбегает из лечебницы. Супермен узнаёт о побеге и пренебрегая советами Робина, пытается поймать преступника. Джокер обманывает криптонианца, и тот невольно разрушает своим зрением часть стены лечебницы, откуда сбегают Харли Куинн, Пингвин, Ядовитый Плющ и Пугало. Супермен вызывает на подмогу Киборга.
В это время, разгадав планы Найтвинга на отдых, Бэтмен с друзьями приземляется на острове, где он проходил обучение у мадам Мантис. Будучи превосходным детективом, Брюс Уэйн обнаруживает под личиной своей наставницы приспешника Детстроука. В погоне за наёмником троица Бэтмена попадает в подземный мир, где живёт древний народ, охраняемый многими поколениями Мантисов. Оказывается, их поработил Бэйн, который с помощью психокамня безуспешно пытался выведать у мадам Мантис некий «запрещённый приём». Этому приёму, который разрывал людей на части, оставляя их живыми, она обучила и Бэтмена, обделив своего другого ученика — Детстроука. Схватив Бэтмена и его команду, Бэйн пытается с помощью психокамня выведать у Брюса Уэйна «запрещённый приём».
Тем временем в Готэм-Сити Ядовитый Плющ побеждает Супермена и Кибога, и им приходится позвать на помощь Чудо-женщину. Памела Айсли воздействует своими феромонами и на Диану Принс, и трое членов Лиги Справедливости оказываются связанными в парке развлечений Джокера. Подверженных страху из-за газа Пугала героев окунают в резервуар с расплавленным криптонитом. Наблюдая за происходящем с мониторов в Бэт-пещере, Робин отправляется на помощь своим друзьям. Следуя советам Дэмиена Уэйна, освобождённые члены Лиги Справедливости побеждают преступников и отправляют их в Аркхем.
В тюрьме подземного мира Найтвинг и Бэтгёрл знакомятся с настоящей мадам Мантис и трусливым принцем Гранглом. Брюс Уэйн вызволяет всех из темницы, но их снова побеждает Бэйн, которому удаётся преодолеть силу воли Бэтмена и узнать тайну «запрещённого приёма». Детстроук помогает своему бывшему сокурснику и они борются с армией подземных жителей. Тем временем, воодушевлённый Бэтменом Грангл побеждает Бэйна, разорвав сосуды с «Веномом». Мадам Мантис передаёт изменившемуся Детстроуку знание «запрещённого приёма» и тот прощается с Бэтменом, заявив, что они по-прежнему не друзья. С помощью психокамня герои стирают тайну «запрещённого приёма» из памяти подземных жителей и отправляются домой.

## Роли озвучивали
- Бэтмен — Трой Бейкер
- Супермен — Нолан Норт
- Чудо-женщина — Грей Делайл
- Найтвинг — Уилл Фридел[англ.]
- Робин — Скотт Менвиль[англ.]
- Старфаер — Хинден Уолш[англ.]
- Киборг — Хари Пейтон
- Бистбой — Грег Сайпс[англ.]
- Бэтгёрл — Сара Хайленд
- Бэйн, Комиссар Гордон — Эрик Бауза[англ.]
- Детстроук — Джон Ди Маджо
- Джокер, Грангл — Джейсон Спайсэк
- Ядовитый плющ — Ванесса Маршалл[англ.]
- Пингвин — Томас Кенни
- Харли Квинн — Тара Стронг
- Мадам Мантис — Эми Хилл

## Награды
В 2017 году на премии «Золотая бобина» фильм победил в номинации «Лучший звуковой монтаж мультфильмов, выпущенных сразу на видео».